# Spánverjavígin
Il massacro degli Spagnoli (Spánverjavígin in islandese) fu una strage commessa in Islanda nel XVII secolo. Nel 1615 alcuni balenieri baschi, ivi giunti per una spedizione di caccia, furono assassinati a seguito di conflitti con la popolazione della regione di Vestfirðir. Si tratta dell'ultimo massacro documentato avvenuto nella storia del Paese.

## Antefatti storici
Nella prima metà del XVI secolo i balenieri baschi avevano sviluppato la prima grande industria baleniera su vasta scala del mondo a Terranova, in Canada. Al centro di questa industria c'erano dieci porti della costa meridionale del Labrador. All'apice di quest'attività, nelle due decadi tra il 1550 e il 1570, la flotta era formata da una trentina di navi, con un equipaggio di più di duemila uomini, che catturavano circa quattrocento balene all'anno. Agli inizi del XVII secolo, la caccia di balene da parte di marinai baschi si estese fino all'Islanda.

## Il massacro
Il 1615 fu un anno difficile per l'Islanda, giacché le coste dell'isola rimasero ghiacciate fino alla fine dell'estate e si produssero considerevoli perdite di bestiame. A metà estate tre baleniere basche giunsero a Reykjarfjörður, nel Vestfirðir. Islandesi e baschi avevano un accordo per il quale entrambi avrebbero tratto benefici dall'impresa commerciale. Quando le navi furono pronte per salpare a fine settembre, si levò una terribile tempesta di vento che le fece schiantare contro le rocce, distruggendole. La maggior parte dell'equipaggio – circa ottanta persone – sopravvisse. I capitani Pedro de Aguirre e Esteban de Tellaria passarono l'inverno a Vatneyri (Patreksfjörður) e l'anno seguente tornarono a casa. L'equipaggio di Martín de Villafranca invece si divise in due gruppi: uno si diresse nell'Ísafjarðardjúp e l'altro a Bolungarvík e quindi a Þingeyri. Il 17 ottobre Martín de Villafranca e gli altri diciassette membri del suo gruppo furono assassinati ad Æðey e Sandeyri, nell'Ísafjarðardjúp.
Tali risoluzioni furono istigate dal governatore Ari Magnússon, originario di Ögur, nell'ottobre del 1615 e nel gennaio del 1616. I baschi furono considerati criminali a seguito del naufragio delle loro imbarcazioni; seguendo la legislazione islandese del 1281, si decise di giustiziarne il più possibile. In totale morirono in 32, tutti originari della Gipuzkoa.
A partire dal 1616, i baschi furono considerati criminali. La norma che permise il loro massacro fu abrogata formalmente solo nell'aprile del 2015.

## Cultura
Jón Guðmundsson il Dotto (1574–1658) scrisse Sönn frásaga af spanskra manna skipbrotum og slagi ("Un vero resoconto dei naufragi e delle lotte degli spagnoli"), una relazione critica dei fatti, in cui condannò la decisione del magistrato locale di ordinare gli omicidi. L'autore affermò che furono assassinati ingiustamente e, preferendo non partecipare agli attacchi, fuggì verso sud, nella penisola di Snæfellsnes.
La scrittrice spagnola Julia Montejo trattò la strage nel suo romanzo Lo que tengo que contarte (Lumen, 2015).